# Turning Point 2014
Turning Point 2014 è stata l'undicesima edizione ed è stata inserita nel pay-per-view della serie TNA One Night Only. L'evento si è svolto il 5 settembre 2014 presso la John Paul Jones Arena di Charlottesville in Virginia ed è stato trasmesso il 9 gennaio 2015.

## Risultati
| # | Match                                                                  | Stipulazioni          | Durata     |
| - | ---------------------------------------------------------------------- | --------------------- | ---------- |
| 1 | Zema Ion ha sconfitto Sonjay Dutt                                      | Single match          | Dark match |
| 2 | Samoa Joe ha sconfitto Kenny King                                      | Single match          | 07:55      |
| 3 | Gail Kim ha sconfitto Madison Rayne ed Angelina Love                   | Fatal three-way match | 08:47      |
| 4 | The Great Sanada defeated Austin Aries                                 | Single match          | 16:05      |
| 5 | Gunner e Mr. Anderson hanno sconfitto Ethan Carter III e Rockstar Spud | Tag team match        | 11:30      |
| 6 | Eric Young ha sconfitto Magnus                                         | Single match          | 11:40      |
| 7 | Bram ha sconfitto Abyss                                                | Monster Ball match    | 11:01      |
| 8 | Bobby Roode ha sconfitto James Storm                                   | Single match          | 11:50      |
| 9 | Jeff Hardy ha sconfitto MVP                                            | Single match          | 16:14      |
|   | (c) = campione in carica al momento dell'inizio del match              |                       |            |